# Lago Kleinvielener
El lago Kleinvielener (en alemán: Kleinvielenersee) es un lago situado en el distrito de Llanura Lacustre Mecklemburguesa, en el estado de Mecklemburgo-Pomerania Occidental (Alemania), a una altitud de 51.1 metros; tiene un área de 98 hectáreas.
Se encuentra ubicado a algunos kilómetros al este del lago Müritz, el mayor de Alemania.